# ام‌اوال کامفورت
ام‌اوال کامفورت (به انگلیسی: MOL Comfort) یک کشتی بود که طول آن ۳۱۶ متر (۱٬۰۳۷ فوت) بود. این کشتی در سال ۲۰۰۸ ساخته شد.